# Maßnahmen zur Aktivierung und beruflichen Eingliederung
Maßnahmen zur Aktivierung und beruflichen Eingliederung nach § 45 Drittes Buch Sozialgesetzbuch (SGB III) sind ein Begriff aus dem deutschen Arbeitsförderungsrecht. Sie gehören zu den Leistungen der aktiven Arbeitsförderung im Rahmen der Arbeitsmarktpolitik. Sie sollen der Verbesserung der Eingliederungsaussichten in den Arbeitsmarkt von Menschen, die arbeitslos sind, von Arbeitslosigkeit bedroht sind oder die eine Ausbildungsstelle suchen, dienen.

## Maßnahmen
Die zur Verfügung stehenden Maßnahmen wurden durch das Gesetz zur Neuausrichtung der arbeitsmarktpolitischen Instrumente vom 21. Dezember 2008 neu formuliert. Durch die seit dem 1. April 2012 geltende neue Nummerierung der Paragraphen des SGB III sind die Maßnahmen nunmehr nicht mehr in § 46 SGB III, sondern in § 45 SGB III geregelt.
Unter dem Begriff Maßnahmen zur Aktivierung und beruflichen Eingliederung werden folgende Maßnahmen zusammengefasst, die früher jeweils einzeln gesetzlich geregelt waren:
1. Maßnahmen der Eignungsfeststellung (früher § 49 Abs. 1 SGB III), auch gemäß § 37 SGB III
2. Unterstützung der Selbstsuche des Arbeitslosen nach einer neuen Beschäftigung (früher § 49 Abs. 2 Nr. 1 SGB III)
3. Vermittlung notwendiger Kenntnisse und Fähigkeiten, um eine Vermittlung in Arbeit zu erleichtern (früher § 49 Abs. 2 Nr. 2 SGB III)
4. Maßnahmen, die zur Aufnahme einer selbständigen Tätigkeit führen
5. Maßnahmen, deren Inhalt die Feststellung, Verringerung oder Beseitigung von Vermittlungshemmnissen ist und deren Ziel die Vermittlung einer Arbeits- bzw. Ausbildungsstelle ist (früher § 421i SGB III)
6. Maßnahmen, bei denen die Bundesagentur für Arbeit einen Dritten (Bildungsträger, private Arbeitsvermittler etc.) mit der Vermittlung des Arbeitslosen in eine sozialversicherungspflichtige Beschäftigung beauftragt (früher § 37 SGB III)

Einzelne Maßnahmen können auch mehrere Maßnahmeziele verfolgen, wie zum Beispiel folgende Maßnahmen:
- Ganzheitliche Integrationsleistung (GanzIL)
- Neukunden-Aktivierung (NKA)
- Unterstützung der Vermittlung mit ganzheitlichem Ansatz (UVgA)

## Maßnahmeträger
Durchgeführt werden können Maßnahmen von staatlichen oder privaten Bildungsträgern, privaten Arbeitsvermittlern oder von Arbeitgebern, die die Eignung eines Arbeitslosen für eine bestimmte Tätigkeit feststellen wollen, bevor sie ihn einstellen. Ein Arbeitsverhältnis entsteht durch eine betriebliche Maßnahme nicht. Dem Arbeitgeber entstehen lediglich Kosten für die gesetzliche Unfallversicherung. Das ansonsten verbreitete (illegale) unbezahlte "Probearbeiten" bietet diesen wichtigen Versicherungsschutz jedoch nicht. Der Teilnehmer an Eingliederungsmaßnahmen hat weiterhin Anspruch auf Arbeitslosengeld oder Arbeitslosengeld II, gilt statistisch für diese Zeit aber nicht als arbeitslos, da er dem Arbeitsmarkt nicht zur Verfügung steht.

## Dauer der Maßnahmen
Die maximale Dauer der Maßnahmen ist im § 45 Abs. 2 SGB III und § 16g Abs. 2 SGB II festgelegt. Es gibt drei Einschränkungen:
- Eine Maßnahme zur Vermittlung von beruflichen Kenntnissen (zum Beispiel Schulungen bei Bildungsträgern) darf acht Wochen nicht überschreiten.
- Maßnahmen bei einem Arbeitgeber (zum Beispiel Praktika oder betriebliche Trainingsmaßnahmen) sind auf maximal sechs Wochen begrenzt.
- Maßnahmen zur Stabilisierung einer Beschäftigungsaufnahme sind, wenn die Hilfebedürftigkeit der Person aufgrund des zu berücksichtigenden Einkommens entfallen ist, auf maximal sechs Monate nach Beschäftigungsaufnahme begrenzt.

Andere Maßnahmen als diese drei Arten unterliegen keiner gesetzlichen Höchstdauer.

## Umfang der Leistungen
Die Leistungen der Bundesagentur für Arbeit umfassen die Lehrgangskosten und gegebenenfalls Prüfungsgebühren, notwendige Fahrt- und Unterkunftskosten, Kosten für notwendige Kinderbetreuung, Kosten für Arbeitskleidung und -ausrüstung und gegebenenfalls Kosten für Vermittlungshonorare. Besonders niederschwellige Maßnahmen beinhalten Sozialarbeit und eine ganzheitliche Förderung der Alltagskompetenzen und Persönlichkeitsförderung beispielsweise für aggressive Jugendliche, Wohnungslose, Personen mit psychischen und physischen Erkrankungen.

## Ermessensleistung und Rechtsanspruch
Die Bewilligung von Eingliederungsmaßnahmen liegt im Ermessen der Agentur für Arbeit bzw. des Jobcenters. Die Neufassung des § 45 SGB III beinhaltet aber, dass Menschen, die sechs Monate oder länger arbeitslos sind, von der Bundesagentur für Arbeit verlangen können, dass ihnen die Teilnahme an einer solchen Maßnahme genehmigt wird und die Kosten übernommen werden.